# Manifestations chinoises de 2011
Les manifestations chinoises de 2011 (Chinois: 茉莉花革命 Mòlihuā Gémìng) sont une série de manifestations anti-gouvernementales hebdomadaires depuis le 20 février 2011 dans certaines villes de Chine. L'impact des protestations dans les pays arabes a mené à des manifestations notamment dans le Sud-Est du pays. En Chine, les mouvements de protestation sont quotidiens, ethniques, sociaux, ciblant la corruption des cadres du Parti. 
Le peuple a été appelé sur Internet à manifester durant le dimanche 20 février 2011 à 14h00 à Pékin, Shanghai ainsi que dans 11 autres villes du pays pour soutenir la révolution en Tunisie et à s'en inspirer. Sur Internet, les appels aux manifestations ont poussé Pékin à censurer le mot « jasmin ». Le gouvernement a également censuré Internet et toute communication par téléphone.